# تپه گورستان گرمابه
تپه قبرستان گرمابه در شهرستان هرسین، روستای میر مینک واقع شده و این اثر در تاریخ ۱۰ دی ۱۳۸۱ با شمارهٔ ثبت ۶۹۹۴ به‌عنوان یکی از آثار ملی ایران به ثبت رسیده است.